# Plus fort que Sherlock Holmes
Pour plus de détails, voir Fiche technique et Distribution.
Plus fort que Sherlock Holmes (titre original : The Sleuth) est une comédie burlesque américaine réalisée par  Harry Sweet et Joe Rock, sortie le 30 juin 1925.

## Synopsis
Stan Laurel détective privé en parodie de Sherlock Holmes. Il est mandaté par sa cliente pour confondre son mari qui prépare un mauvais coup. Stan en profite pour se déguiser avec une folle succession de chapeau, se travestir en bonne et en femme fatale.

## Distribution
- Stan Laurel : Webster Dingle
- Glen Cavender : le mari
- Alberta Vaughn : la femme
- Anita Garvin : Une autre femme

## Fiche technique
- titre : Plus fort que Sherlock Holmes
- titre original : The Sleuth
- réalisation : Harry Sweet et Joe Rock
- scénario : Tay Garnett
- acteur : Stan Laurel
- genre : Cinéma muet, comédie burlesque
- durée : 22 minutes
- sortie : 30 juin 1925
- photo : Edgar Lyons
- producteur : Joe Rock
- distribution : Pathé Exchange
- genre : Cinéma muet, comédie burlesque
- langue : anglais
- pays :  États-Unis

## À noter
- DVD « Stan Laurel - 16 courts métrages - 1923-1925 », 2008 - publié par MK2